# Bergische Kaserne
Die Bergische Kaserne ist eine Kaserne der Bundeswehr in Düsseldorf. Sie liegt zwischen Knittkuhl und Hubbelrath an der Knittkuhler Straße.
Bei der Aufrüstung der Wehrmacht wurde nach 1936 in Knittkuhl eine Flak-Kaserne erbaut. Ab den 1960er Jahren wurde diese Bergische Kaserne benannt und von der Bundeswehr genutzt. Vom dortigen Sendeturm wurde seit 1980 u. a. SSVC-TV, ein lokales analoges TV-Programm des BFBS für die britischen Alliierten, gesendet. Der Sendebetrieb wurde am 1. Februar 2007 eingestellt.
Der größte Teil der Bergischen Kaserne steht leer, nachdem das vorübergehend dort untergebrachte Ausbildungsmusikkorps der Bundeswehr 2018 wieder nach Hilden in die Waldkaserne zurückgekehrt ist. Seit 2005 wurde darüber nachgedacht, das Areal der Kaserne ganz oder teilweise wohnbaulich zu nutzen. Seit 2021 steht fest, dass der Teilbereich zwischen Klashausweg und Conesweg von der Bundeswehr als Mobilmachungsstützpunkt genutzt wird. Er soll für die Unterbringung von Bedarfen an Personal, Umweltschutz, Infrastruktur und Dienstleistungen genutzt werden.